# Molybdän(VI)-oxid

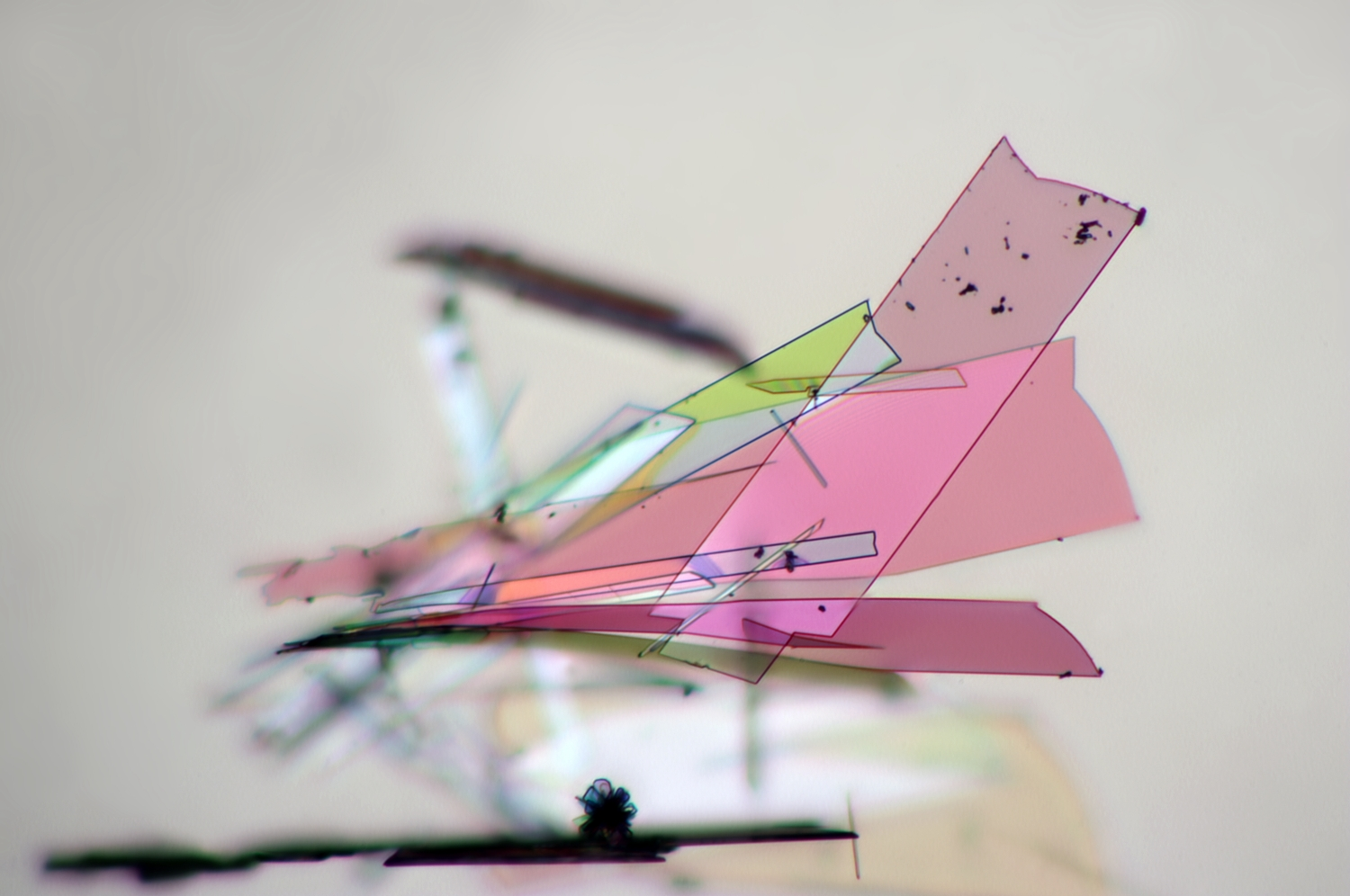
Molybdän(VI)-oxid, erhalten aus geglühtem Ammoniummolybdat, sublimiert, abgebildet im Auflicht, mikroskopisch, polarisiertes Licht

Molybdän(VI)-oxid ist eine pulverförmige farblose Verbindung, die beim Rösten vieler Molybdänverbindungen zurückbleibt.

## Geschichte
1778 gelang es Carl Wilhelm Scheele aus Molybdänglanz durch Behandlung mit Salpetersäure Molybdän(VI)-oxid herzustellen. 1782 reduzierte Peter Jacob Hjelm das Oxid mit Kohle zum elementaren Molybdän.

## Vorkommen
In der Natur kommt es in Form des seltenen Minerals Molybdit vor.

## Gewinnung und Darstellung
Molybdän(VI)-oxid wird industriell durch Oxidation von Molybdän(IV)-sulfid gewonnen:
{\displaystyle \mathrm {2\ MoS_{2}+7\ O_{2}\longrightarrow 2\ MoO_{3}+4\ SO_{2}} }
Im Labor kann es auch durch Reaktion von Ammoniumheptamolybdat und Salpetersäure bzw. aus Natriummolybdat und Perchlorsäure gewonnen werden, wobei jeweils Molybdän(VI)-oxid-dihydrat entsteht:
{\displaystyle \mathrm {Na_{2}MoO_{4}+H_{2}O+2\ HClO_{4}\longrightarrow MoO_{3}\cdot 2H_{2}O+2\ NaClO_{4}} }
Das entstehende Dihydrat wandelt sich leicht in das Monohydrat um. Beide Hydrate haben in reinem Zustand eine hellgelbe Farbe. Oberhalb von 450 °C setzten sich diese zum Anhydrid um.

## Eigenschaften

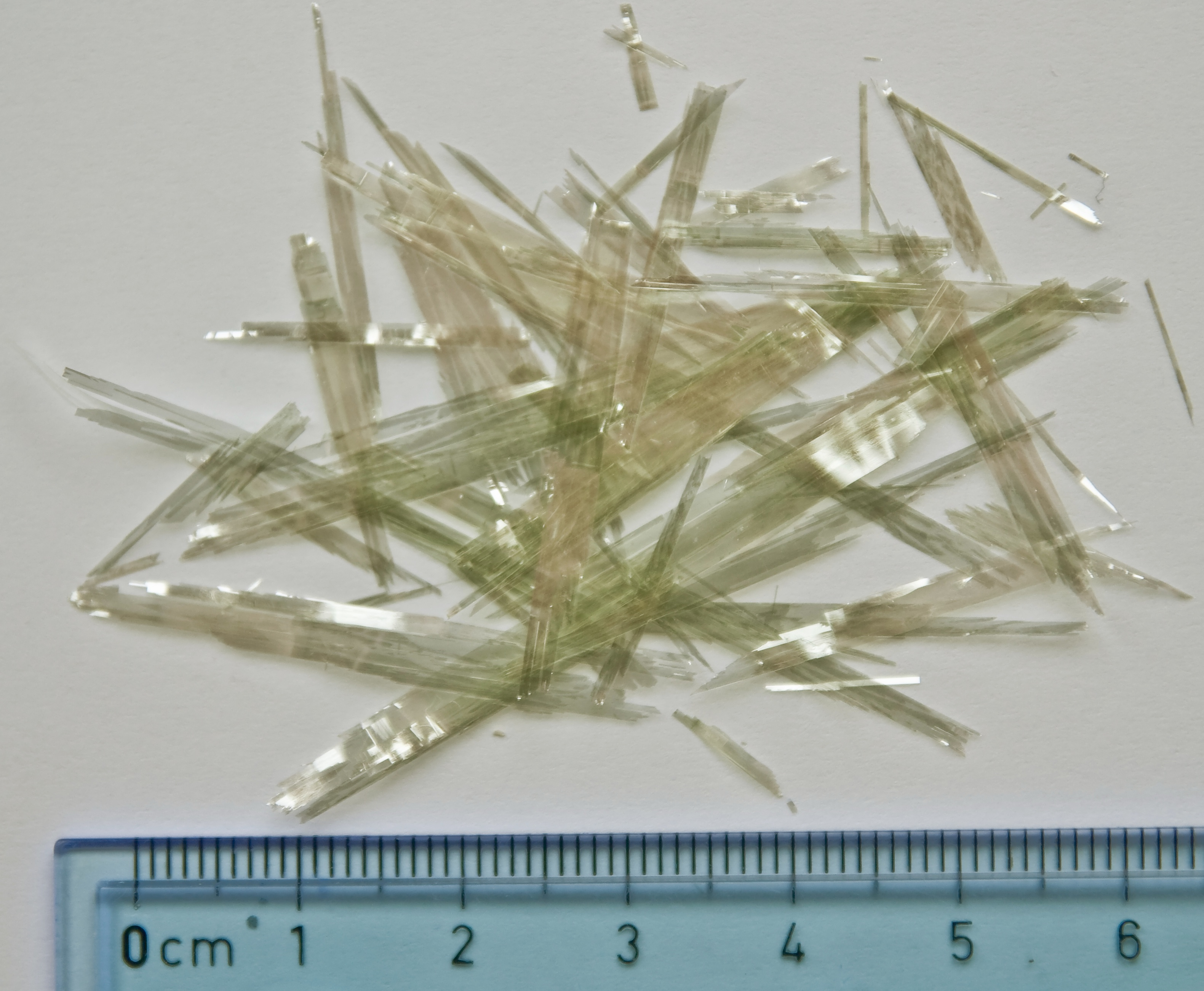
Sublimiert-nadelige Kristalle von Molybdän(VI)-oxid

Molybdän(VI)-oxid liegt als weißes Pulver vor, das sich beim Erhitzen gelb färbt und nach dem Erkalten wieder farblos wird. Es hat die Verhältnisformel MoO3, einen Schmelzpunkt von 795 °C und einen Siedepunkt von 1155 °C. Molybdän(VI)-oxid ist in Wasser schwerlöslich, geht jedoch in alkalischer Lösung in Molybdat-Ionen MoO42− über. In verdünnter Lösung kann man dieses durch Ansäuern in die Molybdänsäure H2MoO4 überführen.
Es hat einen relativ hohen Dampfdruck. Es sublimiert deshalb ab ca. 700 °C merklich, wobei sich glänzend-farblose kristalline Flitter bilden.
Molybdän(VI)-oxid besitzt eine orthorhombische Kristallstruktur. Es besteht aus Schichten von verzerrten MoO6-Oktaedern in einem orthorhombischen Kristall. Die Oktaeder sind an den Kanten verbunden und bilden Ketten, die über Sauerstoff-Atome verbunden sind und Schichten bilden.

## Verwendung
Molybdän(VI)-oxid ist der Ausgangsstoff für die Synthese der meisten anderen Molybdänverbindungen, es dient als Emaillezusatz und zur Herstellung von reinem Molybdän (z. B. durch Reduktion mit Wasserstoff).
{\displaystyle \mathrm {MoO_{3}+3\ H_{2}\longrightarrow Mo+3\ H_{2}O} }
Es ist auch ein Katalysator (Molybdäntrioxid-Pulver auf Aluminiumoxid) für Hydroformier-, Alkylierungs-, Entschwefelungs- und Crackprozesse in der Petrochemie und bei der Herstellung von Acrylnitril.

## Sicherheitshinweise
Die IARC stufte Molybdän(VI)-oxid im Jahr 2017 als möglicherweise krebserzeugend ein.